# Patrick Agyemang (labdarúgó, 2000)
Patrick Agyemang (East Hartford, 2000. november 7. –) amerikai válogatott labdarúgó, a Charlotte csatára.

## Pályafutása

### Klubcsapatokban
Agyemang a Connecticut állambeli East Hartford városában született. Az ifjúsági pályafutását a helyi Hartford Hellions csapatában kezdte.
2021-ben mutatkozott be a Western Mass Pioneers felnőtt keretében. 2022. december 21-én az észak-amerikai első osztályban szereplő Charlotte szerződtette. 2023. május 25-én, a Birmingham Legion elleni kupamérkőzésen lépett pályára. A bajnokságban május 28-án, a LA Galaxy ellen debütált, Karol Świderski cseréjeként. Június 11-én, a Seattle Sounders ellen hazai pályán 3–3-as döntetlennel zárult találkozón megszerezte első gólját a klub színeiben.

### A válogatottban
Agyemang 2025-ben debütált az amerikai válogatottban. Először a 2025. január 18-ai, Venezuela ellen 3–1-es győzelemmel zárult barátságos mérkőzésen lépett pályára és egyben megszerezte első válogatott gólját is. Január 22-én, Costa Rica, míg március 23-án, Kanada ellen is eredményes volt.

## Statisztikák

### A válogatottban
| Válogatott       | Év       | Pályára lépés | Gól |
| ---------------- | -------- | ------------- | --- |
| Egyesült Államok | 2025     | 4             | 3   |
| Összesen         | Összesen | 4             | 3   |

#### Góljai a válogatottban
| # | Időpont           | Helyszín                            | Ellenfél   | Gólok | Eredmény | Kiírás                                |
| - | ----------------- | ----------------------------------- | ---------- | ----- | -------- | ------------------------------------- |
| 1 | 2025. január 18.  | Chase Stadion, Fort Lauderdale, USA | Venezuela  | 2–0   | 3–1      | Barátságos mérkőzés                   |
| 2 | 2025. január 22.  | Inter&Co Stadion, Orlando, USA      | Costa Rica | 3–0   | 3–0      | Barátságos mérkőzés                   |
| 3 | 2025. március 23. | SoFi Stadion, Inglewood, USA        | Kanada     | 1–1   | 1–2      | 2024–2025-ös CONCACAF Nemzetek ligája |